# IÉSEG School of Management
Az IÉSEG School of Management egy 1964-ben alapított, európai felsőoktatási intézmény, amely az üzleti tudományok terén nyújt posztgraduális képzést. Két campusa van, Lille-ben és La Défense-ben.
2019-ben az IÉSEG a Financial Times rangsora szerint a legjobb 33 európai üzleti iskola között szerepelt.
Az iskola programjai AMBA, EQUIS és AACSB hármas akkreditációval rendelkeznek. Az intézmény legismertebb végzősei közé olyan személyiségek tartoznak, mint Christophe Catoir (a Adecco France igazgatója) és Nicolas Wallaert volt (a Cofidis France igazgatója).